# Otar Ioszeliani
Otar Ioszeliani (Joszeliani, Iosseliani, grúzul ოთარ იოსელიანი) (Tbiliszi, 1934. február 2. – 2023. december 17.) grúz-francia filmrendező.

## Életpályája
A grúz főváros zenei főiskolája után Moszkvában fizikát és matematikát tanult, majd beiratkozott a szovjet főváros filmművészeti főiskolájára (VGIK), melyet 1965-ben végzett el. Rövidfilmek után első játékfilmjével (Lombhullás – Lisztopad, 1967) nemzetközi kritikai sikert aratott. A film naiv és kesernyés humora egybecsengett az akkor zenitjén levő „cseh újhullám” hangvételével (egyébként az épp Joszeliani, Danyelija és mások néhány korai művével ismertté vált grúz film sajátos humora általában is sok rokonságot mutat a cseh humorral). Minden filmjét lassú ritmusú, halk, pasztell-humor jellemzi, nem a cselekmény és a fordulatok fontosak benne, és mindig epizód-szerkezetűek. Jó néhány hőse elvágyódik, vagy elmenekül az ipari társadalomból.
Joszeliani az 1980-as évek elején Párizsban telepedett le, ekkortól kezdve – egy dokumentumfilm kivételével – csak francia nyelvű játékfilmeket készít, francia gyártásban. Életművének nagyobbik része a francia filmtörténethez tartozik. Mégis, műveinek grúz szemléletű formai és tartalmi jegyei sohasem változtak meg, és a francia filmművészetben – talán Jean Vigo, s részben Jacques Tati alkotásaitól eltekintve – nincsen művészi rokona és előzménye.

## Filmek
- 1958: Акварель (Akvarell) (tévéfilm)
- 1959: Sapovnela (Dal egy megtalálhatatlan virágról)
- 1962: Aprili (Április)
- 1964: Tudzhi (Olvasztás)
- 1967: Lombhullás (oroszul: Lisztopad; grúzul: Giorgobistve)
- 1969: Dzveli qartuli simgera (Régi grúz ének)
- 1970: Élt egyszer egy énekes-rigó (Iko shashvi mgalobeli)
- 1975: Pasztorál (Pastorali)
- 1982: Lettre d'un cinéaste (Egy filmrendező levele; tévéfilm)
- 1983: Sept pièces pour cinéma noir et blanc (Hét filmdarab fekete-fehérben)
- 1983: Euzkadi été 1982
- 1984: A Hold kegyeltjei (Les favoris de la lune)
- 1988: Et la lumière fut (És lőn világosság)
- 1992: Lepkevadászat (La Chasse aux papillons)
- 1994: Seule, Georgie (Egyedül, Grúzia)
- 1996: Brigantik (VII. fejezet; Brigands, chapitre VII)
- 1999: Agyő, édes otthon (Adieu, plancher des vaches!)
- 2002: Hétfő reggel (Lundi matin)
- 2006: Jardins en automne (Őszi kertek)
- 2010: Chantrapas
- 2015: Chant d'hiver (Téli dal)